# Masakra w Hue

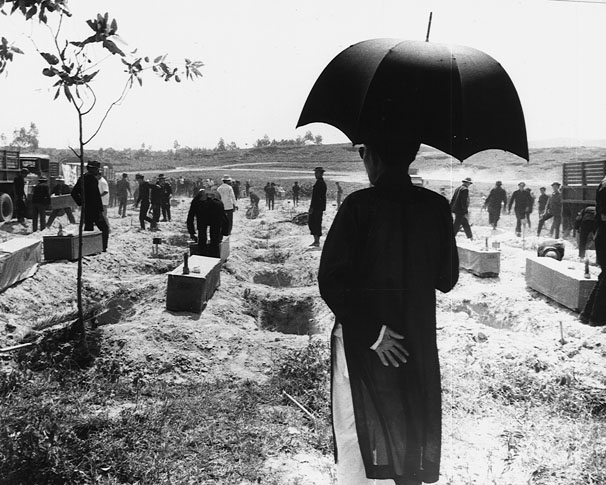
Pogrzeb 300 niezidentyfikowanych ofiar masakry

Masakra w Hue (wiet. Thảm sát tại Huế Tết Mậu Thân lub Thảm sát Tết Mậu Thân ở Huế) – seria zbiorowych egzekucji i masowych mordów dokonanych przez Vietcong i Wietnamską Armię Ludową podczas bitwy o miasto Hue, jego okupacji i późniejszego odwrotu w toku ofensywy Tết.
Bitwa o Hue rozpoczęła się 31 stycznia 1968 roku i trwała łącznie 26 dni. W następnych miesiącach i latach odkryto dziesiątki masowych grobów w samym mieście i jego okolicach. Wśród ofiar znalazły się kobiety, mężczyźni, dzieci i niemowlęta. Szacunkowa liczba zamordowanych wynosiła od 2800 do 6000 cywilów i jeńców wojennych, czyli 5–10% całej populacji Hue. Republika Wietnamu (Wietnam Południowy) opublikowała listę 4062 ofiar zidentyfikowanych jako zamordowane lub uprowadzone. Ciała znajdowano ze związanymi rękami, śladami tortur, a czasem pogrzebane żywcem. Wiele ofiar bito pałkami na śmierć.
Władze Stanów Zjednoczonych i Wietnamu Południowego, a także wielu dziennikarzy, którzy badali te wydarzenia, przyjęło ekshumacje wraz z innymi dowodami jako pozwalające wysnuć wniosek, że w mieście Hue i jego okolicach podczas czterotygodniowej okupacji dokonano zbrodni na dużą skalę. W 2017 roku historyk Ben Kiernan opisał masakrę w Hue jako „prawdopodobnie największe okrucieństwo wojny wietnamskiej”.

## Przebieg wydarzeń
Vietcong powołał „tymczasowe władze rewolucyjne” w Hue natychmiast po tym, jak zajął miasto we wczesnych godzinach porannych 31 stycznia 1968 roku. Bazując na listach „okrutnych tyranów i reakcyjnych elementów” opracowanych wcześniej przez oficerów wywiadu Vietcongu, wiele osób miało zostać aresztowanych już w pierwszych godzinach po opanowaniu miasta przez siły komunistyczne. Na listach proskrypcyjnych znaleźli się m.in. żołnierze Armii Republiki Wietnamu, urzędnicy, członkowie partii politycznych, lokalni przywódcy religijni, nauczyciele, Amerykanie i inni cudzoziemcy. Żołnierze Vietcongu wykrzykiwali przez głośniki ustawione w miejscach publicznych nazwiska ze swoich list, nakazując noszącym je osobom zgłosić się do miejscowej szkoły. Ci, którzy nie stawali się tam dobrowolnie, byli ścigani.

### Wstępne plany i rozkazy
Działania komunistów opierały się na szeregu rozkazów Naczelnego Dowództwa i Prowincjonalnego Rządu Rewolucyjnego Republiki Wietnamu Południowego. W 3500-stronicowym dokumencie wydanym 26 stycznia 1968 roku przez Dyrekcję Polityczną Trị-Thiên-Hue kadrom politycznym wydano szczegółowe instrukcje: „Działając w ścisłym współdziałaniu z regularnymi jednostkami wojskowymi i partyzanckimi, kadra ma za zadnie: zniszczyć i zdezorganizować machinę administracyjną Republiki Wietnamu «od poziomu prowincji i dystryktu po dzielnice miasta, ulice i nabrzeża»; zmotywować ludność Hue do chwycenia za broń, ścigania wroga, przejęcia kontroli nad miastem i ustanowienia władzy rewolucyjnej; motywowania (rekrutacji) miejscowych mieszkańców w szeregi sił zbrojnych i sił «bezpieczeństwa» […] do podejmowania zadań transportowych i zaopatrzeniowych oraz udzielania pomocy rannym żołnierzom […] ścigania do końca (i) karania szpiegów, reakcjonistów i «tyranów» oraz „utrzymywać porządek i bezpieczeństwo w mieście”.
Inna dyrektywa, dotycząca Obszaru Docelowego 1 (oddział Phu Ninh) brzmiała: „Zniszczyć wszystkich szpiegów, reakcjonistów i zagranicznych nauczycieli (takich jak Amerykanie i Niemcy) na tym obszarze. Rozbijać więzienia. Zbadać kadrę, żołnierzy i cywilów uwięzionych przez wroga. Szukać tyranów i reakcjonistów leczonych w szpitalach”. Rozkazy dla Obszaru Docelowego 2 (oddział Phu Vinh) były podobne: „Zniszczyć wroga w okolicy […] Zebrać siły buddystów, aby przyspieszyć izolację reakcjonistów, którzy wysługują się katolikami z Phủ Cam”. Rozkazy dla Obszaru Docelowego 3 (nabrzeża wzdłuż rzeki An Cuu i od Truong Sung do mostu Kho Ren) nakazywały postępowanie według tego samego schematu: „Szukać i ścigać szpiegów, tyranów i reakcjonistów ukrywających się w pobliżu nabrzeża […] Zmotywować ludność na obszarach nadbrzeżnych do unicestwienia wroga”. Dla Obszaru Docelowego 4 (obejmującego oddziały Phủ Cam i Binh Anh, Truong Giang, Truong Cuu i An Lang) rozkazy brzmiały: „Szukać i ścigać szpiegów i reakcjonistów w okolicy […] Zniszczyć siłę i wpływ reakcyjnych przywódców”. W Obszarze Docelowym 1 komórka 3 została przydzielona do wyłącznie zadania „unicestwienia tyranów i eliminacji zdrajców”.
W czerwcu 1968 roku amerykańskie oddziały 1 Dywizji Kawalerii zdobyły dokumenty Wietnamskiej Armii Ludowej, które zawierały dyrektywę napisaną dwa dni przed rozpoczęciem bitwy o Hue. Zawierała ona następujące instrukcje: „W celu długotrwałej okupacji Hue powinniśmy natychmiast wyzwolić obszary wiejskie i unicestwić nikczemny personel administracyjny rządu Wietnamu Południowego. […] Musimy zaatakować kluczowe obiekty wroga, instalacje gospodarcze i linie komunikacyjne. Musimy także unicestwić wrogie oddziały, elementy reakcyjne i tyranów”.
1 lutego administracja prowincji, po przejęciu kontroli nad Hue, wydała zarządzenie, które częściowo nakazało żołnierzom [„zlikwidować wszystkie marionetkowe organy administracyjne marionetki Thiệu-Kỳ na wszystkich poziomach prowincji, w miastach i miasteczkach, aż do każdej wioski”.
Tego samego dnia radio Front Wyzwolenia ogłosiło: „Mówimy naszym rodakom, że jesteśmy zdeterminowani, aby obalić reżim zdradzieckiej kliki Thiệu-Kỳ oraz ukarać i unicestwić tych, którzy masakrowali i gnębili naszych rodaków […] prosimy naszych rodaków, aby […] pomogli nam aresztować wszystkich marionetkowych popleczników Stanów Zjednoczonych”.

### Okupacja
Oficer Służby Zagranicznej Douglas Pike napisał, że według dokumentów Vietcongu, zdobytych podczas oblężenia i po nim, członkowie administracji prowincji mieli zostać wyprowadzeni z miasta, uwięzieni i ukarani za „zbrodnie przeciwko narodowi wietnamskiemu”. List osób, którzy wcześniej pełniły jakąkolwiek władzę w mieście, została starannie i szczegółowe opracowana. Osoby należące do aparatu policji stanowej w Sajgonie na wszystkich poziomach miały być aresztowane i przetrzymywane poza miastem. Wysocy urzędnicy cywilni i wojskowi również zostali usunięci z miasta, aby czekać na osobne śledztwo.
W ciągu kilku dni od utraty miasta, jednostki United States Marine Corps, United States Army i Armii Wietnamu Południowego zostały wysłane do kontrataku i odbicia Hue, co udało się po tygodniach zaciekłych walk, podczas których miasto i jego peryferia zostały zrównane z ziemią przez powtarzający się ostrzał artyleryjski i bombardowania. Doniesiono, że podczas ataku amerykańsko-południowowietnamskiego siły Vietcongu i Armii Wietnamu Północnego zebrały osoby, których nazwiska wcześniej spisały, i kazały je stracić lub wysłać na północ w celu „reedukacji”.
Wielu ludzi schroniło się podczas bitwy o Hue w miejscowym kościele. Kilkuset z nich otrzymało rozkaz poddania się indoktrynacji na „wyzwolonym terenie”, przy czym poinformowano ich, że będą mogli wrócić do domu. Po przemarszu ok. 9 km na południe, 20 osób zostało oddzielonych od głównej grupy, osądzonych zaocznie, uznanych za winnych i straconych. Pozostali zostali zabrani przez rzekę i przekazani lokalnej jednostce komunistycznej w ramach wymiany, która obejmowała nawet pisemne pokwitowania. Douglas Pike zauważył: „Jest prawdopodobne, że komisarz chciał, aby ich więźniowie zostali ponownie wyedukowani i zwróceni, ale wraz z obrotem wydarzeń sprawy wymknęły się spod jego kontroli”. Kiedyś w ciągu następnych kilku tygodni komuniści zdecydowali się zabijać kontrolowane przez siebie osoby.

### Relacje naocznych świadków

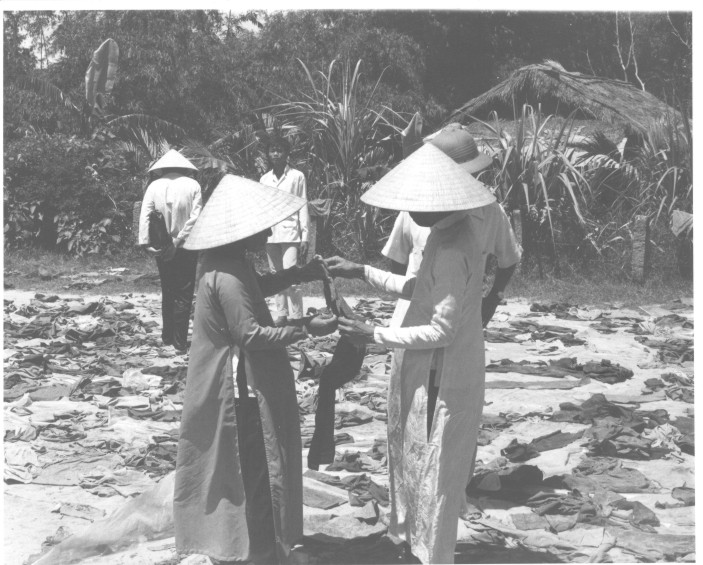
Identyfikacja ofiar; wietnamskie kobiety, które straciły krewnych podczas masakry w Hue w 1968 roku, oglądają fragmenty podartej odzieży, sandałów i kapci. W ostatnim zbiorowym grobie odkrytym w Hue znaleziono szczątki 250 ofiar

Nguyễn Công Minh, córka zastępcy burmistrza Hue, poinformowała, że jej ojciec, który był w podeszłym wieku, został aresztowany w swoim domu na początku komunistycznej okupacji trzy dni po tym, jak nakazał swoim dzieciom (w tym jej) i żonie uciekać tylnymi drzwiami ich domu, kiedy po raz pierwszy zapukały do ich drzwi wojska komunistyczne. Po poinformowaniu żołnierzy, że jest zastępcą burmistrza Hue i ma przejść na emeryturę za rok, nakazano mu zgłosić się do obozu w celu reedukacji oraz spakować odzież i żywność wystarczającą na 10 dni. Nigdy więcej go nie widziano, a jego szczątków nigdy nie odnaleziono. Kobieta przypomniała sobie, że podczas poszukiwań szczątków jej ojca była świadkiem, iż wiele ciał, które znaleziono w masowych grobach, znajdowało się w pozycji embrionalnej, z rękami związanymi za plecami i z tyłu głowy.
W 1971 roku w książce dziennikarza Dona Oberdorfera pt. Tet! udokumentowano relacje naocznych świadków wydarzeń w Hue podczas komunistycznej okupacji. Pham Van Tuong, pracujący w niepełnym wymiarze godzin jako woźny w biurze informacyjnym rządu Hue, który znalazł się na komunistycznej liście „reakcjonistów”, ukrywał się ze swoją rodziną, gdy partyzanci polowali na niego. Kiedy znaleziono go z jego 3-letnią córką, 5-letnim synem i dwoma siostrzeńcami, Vietcong natychmiast zastrzelił ich wszystkich, pozostawiając ich ciała na ulicy, aby reszta rodziny mogła je zobaczyć.
Don Oberdorfer spędził pięć dni pod koniec 1969 roku z Paulem Vogle, amerykańskim wykładowcą języka angielskiego na Uniwersytecie Hue, aby przejść przez miasto w celu przesłuchania świadków okupacji. Oberdorfer zaklasyfikował wszystkie zabójstwa do dwóch kategorii: planowane egzekucje urzędników państwowych i ich rodzin, urzędników politycznych i cywilnych oraz kolaborantów z Amerykanami, a także cywilów niezwiązanych z rządem, którzy uciekli przed przesłuchaniami, którzy ostro mówili o okupacji lub który, jak sądzili okupanci, „miał zły stosunek” do okupantów. Oberdorfer podał, że piątego dnia okupacji w katolickiej dzielnicy Hue, Phủ Cam, wszyscy zdolni do noszenia broni mężczyźni powyżej 15 roku życia, około 400 ludzi, którzy schronili się w katedrze Phủ Cam, zostali zabrani stamtąd i zabici. Niektórzy znaleźli się na czarnej liście Vietcongu, niektórzy zginęli za to, że byli w wieku poborowym, a zatem mogli wspierać wroga, a inni po prostu wyglądali na zamożnych. Oberdorfer przeprowadził wywiad z Ho Ty, dowódcą sił Vietcongu, który brał udział w zaawansowanym planowaniu powstania powszechnego. Według niego Ty wspominał, że partii komunistycznej „szczególnie zależało na tym, aby znaleźć tych ludzi w Phủ Cam [...] Katolicy byli uważani za naszych szczególnych wrogów”. Najwyraźniej była to grupa, której szczątki zostały później znalezione w zbiorowej mogile w Da Mai Creek. Zabójstwo 500 osób w Da Mai zostało zlecone przez Prowincjonalny Rząd Ludowy Wietnamu Południowego „na podstawie tego, że ofiary były zdrajcami rewolucji”.
Trzej wykładowcy akademiccy, prof. Horst-Günther Krainick, dr Alois Alteköster i dr Raimund Discher, którzy wykładali na Wydziale Lekarskim Uniwersytetu Hue i byli członkami Zachodnioniemieckiej Misji Kulturalnej, wraz z panią Elisabeth Krainick zostali aresztowani i straceni przez wojska północnowietnamskie podczas ich inwazji na Hue w lutym 1968 roku. 5 kwietnia w masowych grobach w pobliżu Hue odkryto ciała rozstrzelanych profesorów oraz wielu wietnamskich cywilów.
Philip W. Manhard, starszy doradca USA w prowincji Hue, został zabrany przez żołnierzy północnowietnamskich do obozu jenieckiego i przetrzymywany do 1973 roku. Manhard opowiadał, że podczas wycofywania się komunistów z Hue, ci dokonywali egzekucji każdego, kto stawiał opór lub był zbyt stary, młody albo schorowany, żeby udać się do obozu na północy.
Dwóch francuskich księży o nazwiskach Urbain i Guy było widzianych, jak wyprowadzano ich z miasta. Ciało Urbaina znaleziono pogrzebane żywcem, ze związanymi rękami i stopami. Guy przed śmiercią został rozebrany z sutanny i zmuszony do uklęknięcia na ziemi, gdzie zabito go strzałem w tył głowy. Leżał w tym samym grobie z ojcem Urbainem i 18 innymi osobami.
Schwytany w domu wietnamskich przyjaciół, Stephen Miller z United States Information Service został związany i rozstrzelany na polu za katolickim seminarium. Courtney Niles, amerykańska dziennikarka pracująca dla NBC International, zginęła podczas ataku sił komunistycznych w obecności żołnierzy amerykańskich.
Alje Vennema, holendersko-kanadyjski lekarz, który mieszkał w Hue i był świadkiem bitwy oraz masakry, opublikował książkę pt. The Viet Cong Massacre at Huế w 1976 roku. Wspomina liczne historie o morderstwach. 48-letnia sprzedawczyni uliczna, pani Nguyen Thi Lao, została „aresztowana na głównej ulicy. Jej ciało znaleziono w szkole. Jej ramiona były związane, a do ust włożona szmata. Prawdopodobnie została pogrzebana żywcem”. 44-letni murarz, Nguyễn Ty, „został zatrzymany 2 lutego 1968 roku [...] jego ciało znaleziono 1 marca; ręce miał związane, a w szyi ranę od kuli, która wyszła przez usta”. W Ap Dong Gi Tay „odkryto 110 ciał; znowu większość miała związane ręce i szmaty wepchnięte do ust. Wśród nich było piętnastu studentów, kilku wojskowych i urzędnicy, młodzi i starzy”. „Czasami eliminowano całą rodzinę, jak to było w przypadku kupca, pana Nam Longa, którego wraz z żoną i pięciorgiem dzieci rozstrzelano w domu”. „Pana Phan Van Tuonga, robotnika w głównym urzędzie prowincji, spotkał podobny los, kiedy został zastrzelony przed domem z czwórką swoich dzieci”.
Vennema wymienił 27 grobów z łącznie 2397 ciałami, z których większość została rozstrzelana. Przytoczył liczne relacje naocznych świadków egzekucji i opisał stan ciał znalezionych w grobach. Wiele z nich miało ręce związane za plecami i przestrzeliny w czaszkach. Niektóre miały w ustach szmaty i nie posiadały śladów ran, najwyraźniej zostali pogrzebani żywcem. Inne nosiły ślady tortur. Kilku denatów zostało zidentyfikowanych jako żołnierze Wietnamskiej Armii Ludowej i Vietcongu polegli podczas bitwy.
Niektóre groby zostały znalezione wyłącznie przez przypadek. Rolnik pracujący na swoim polu potknął się o drut wystający z ziemi. Pociągnął go, żeby go usunąć, po czym z ziemi wyskoczyła ludzka ręka. Inne groby znaleziono, bo miejscowi mieszkańcy zauważyli podejrzanie zieloną trawę na piaszczystych terenach. Masakra w Da Mai Creek została odkryta po dezercji trzech partyzantów Vietcongu, którzy poinformowali władze o morderstwach. Żołnierz Wietnamskiej Armii Ludowej patrolujący teren na południe od Huế zauważył drut wystający z ziemi. Myśląc, że to pułapka, bardzo starannie przeszukiwać okolice, aby ją odkryć. Tak znalazł ciało starego mężczyzny z rękami związanymi drutem. Dwa dni później wykopano w tym miejscu 130 ciał.

W innym wypadku, 

oddział z rozkazem wykonania wyroku śmierci wszedł do domu wybitnego przywódcy lokalnej społeczności i zastrzelił go, jego żonę, syna i synową, jego młodą niezamężną córkę, pracujące u nich małżeństwo służących oraz ich dziecko. Kot rodziny został uduszony, pies spałowany na śmierć, a złota rybka wyłowiona z akwarium i rzucona na podłogę. Kiedy komuniści odeszli, w domu nie pozostało żadne życie

Naoczny świadek zbrodni, Nguyen Tan Chau, opowiadał, jak został schwytany przez wojska komunistyczne i pomaszerował na południe z 29 innymi więźniami związanymi razem w trzech dziesięcioosobowych grupach. Chau zdołał uciec i ukryć się w ciemności tuż przed egzekucją pozostałych. Ze swojej kryjówki był świadkiem tego, co stało się później. Więźniowie zostali podzieleni na pary, związani plecami do siebie i rozstrzelani. Wszystkich wrzucono do dwóch płytkich grobów, w tym tych, którzy jeszcze żyli.

### Dokumenty komunistyczne potwierdzające masakrę
W przechwyconych dokumentach przywódcy Vietcongu chwalili się, że „wyeliminowali” tysiące wrogów i „unicestwili członków różnych reakcyjnych partii politycznych, ich popleczników i nikczemnych tyranów” w Hue. Tylko jeden pułk poinformował, że zabił 1000 osób. Inny raport mówi o 2867 zabitych. Jeszcze inny dokument wymienia liczbę ponad 3000 zabitych. W innym dokumencie wymieniono 2748 egzekucji. Przechwycony dokument Vietcongu, cytowany przez wielu autorów, w tym Guentera Lewego w jego książce America in Vietnam z 1980 roku oraz w książce Giap Petera Macdonalda z 1993 roku, odnotowuje, że komuniści „wyeliminowali 1892 pracowników administracji, 38 policjantów i 790 «tyranów»”, w sumie 2720 osób prześladowanych politycznie w czasie komunistycznej okupacji miasta.
Opublikowane przez komunistów oficjalne studium kampanii wietnamskiej dotyczące ofensywy Tet w prowincji Thừa Thiên–Hue przyznaje, że kadry Vietcongu „ścigały i pojmały tyranów oraz personel wojskowy i rządowy Republiki Wietnamu” oraz że „wiele gniazd reakcjonistów [...] zostało wybitych”. Setki innych „winnych długów krwi zostało straconych”. Inna publikacja ze strony komunistycznej także opisuje powszechne zabójstwa, ale twierdzi, że dokonali ich uzbrojeni cywile, którzy „powstali w przypływie złości, aby zabijać zbrodniarzy, eliminować zdrajców i polować na wroga [...] Ludzie schwytali i ukarali wielu reakcjonistów, zbirów i tajnych agentów wroga”. Jednak słowo „eliminować” może być błędnym tłumaczeniem słowa „diệt” lub „loại khỏi vong chiến đấu” i zamiast tego w rzeczywistości oznacza „zniszczyć” lub „zneutralizować”, tak jak w przypadku neutralizowania ich funkcji administracyjnych i eliminowania ich wpływów politycznych poprzez zatrzymanie, w przeciwieństwie do fizycznej likwidacji.
Kiedy Trương Như Tảng został mianowany ministrem sprawiedliwości Vietcongu wkrótce po zdobyciu Hue, zrozumiał, że jest to krytyczne stanowisko, ponieważ masakra „pozostawiła nam szczególną potrzebę zajęcia się obawami ludu Południa, że rewolucyjne zwycięstwo przyniesie ze sobą rozlew krwi lub panowanie terroru”. Było tak, ponieważ „stracono wiele osób”, w tym „schwytanych żołnierzy amerykańskich i kilku innych cudzoziemców, którzy nie walczyli”. Według Trạnga „dyscyplina w Hue była poważnie niewystarczająca”, „fanatyczni młodzi żołnierze bezkrytycznie rozstrzeliwali ludzi, a wściekli mieszkańcy, którzy wspierali rewolucję, przy różnych okazjach brali sprawiedliwość w swoje ręce”. Jego zdaniem masakra była „jedną z tych strasznych, spontanicznych tragedii, które nieuchronnie towarzyszą wojnie”.

4 lutego Radio Hanoi ogłosiło: „Po godzinnej walce Rewolucyjne Siły Zbrojne zajęły rezydencję marionetkowego gubernatora prowincji (w Hue), więzienie i biura marionetkowej administracji [...] Rewolucyjne Siły Zbrojne ukarały najbardziej okrutnych agentów wroga i przejęły kontrolę nad ulicami [...] znalazły i ukarały dziesiątki okrutnych agentów i sprawiły, że rozpadły się wrogie organy kontroli i ucisku”. 14 lutego Ludowy Komitet Rewolucyjny Thiên-Hue wydał oświadczenie, w którym znalazły się te słowa: 

W trosce o przetrwanie kraju i swój własny los 31 stycznia 1968 roku Lud Thừa Thiên-Hu powstał z bronią w ręku, roztrzaskał marionetkowy aparat rządzący od poziomu prowincji do każdej wioski i osady oraz całkowicie wyzwolił obszary wiejskie i miasto Hue. Wróg poniósł katastrofalne porażki. Wielu przywódców marionetkowej administracji poddało się narodowi lub zostało aresztowanych i zatrzymanych przez siły rewolucyjne. Z wyjątkiem niektórych miejscowości i rozproszonych posterunków wartowniczych, które nie zostały jeszcze zlikwidowane, marionetkowa administracja Thừa Thiên-Hue zasadniczo się rozpadła

We wpisie do zdobytego komunistycznego dokumentu z 22 lutego można przeczytać: „Akcja propagandowa prowadzona przez Vietcong/Wietnamską Armię Ludową nie zakończyła się sukcesem, ponieważ żołnierze musieli poświęcić się misjom bojowym. Ponadto bali się, że zostaną odkryci przez wroga. Było im bardzo trudno zabijać jeńców, więc stosowali politykę «łap i zabijaj»”. Dokument komunistyczny przechwycony 25 lutego szczegółowo opisywał niektóre sukcesy Kompanii Specjalnej 6 Pułku Wietnamskiej Armii Ludowej. „Schwytaliśmy i eksterminowaliśmy tysiące ludzi z rewolucyjnej siatki. Od prowincji do wioski złamaliśmy administracyjny uścisk wroga, aby lud mógł powstać”.
Raport napisany bezpośrednio po bitwie przez oficera politycznego Ludowej Partii Rewolucyjnej wymieniał 2826 „pracowników administracyjnych, członków nacjonalistycznej partii politycznej, «tyranów» i policjantów, którzy zostali zabici przez komunistyczne wojska”.

Inny dokument, niedatowany, napisany przez starszego oficera politycznego i oznaczony jako „ABSOLUTNIE TAJNE”, zatytułowany Informacje o zwycięstwie naszych sił zbrojnych w Hue od 31 stycznia do 23 marca 1968 roku, został zdobyty przez amerykańską 1 Dywizję Kawalerii 25 kwietnia 1968 roku. Informuje on o wynikach operacji politycznej: 

Zabiliśmy również jednego członka Komitetu Partii Dai Viet, jednego senatora Południowego Wietnamu, 50 członków partii Quoc Dan Dang, sześciu członków partii Dai Viet, trzynastu członków partii Can Lao Nhan Vi, trzech kapitanów, czterech poruczników i wyzwoliliśmy 35 wiosek z 32 000 ludzi [...] Wyeliminowaliśmy 1892 pracowników administracyjnych, 38 policjantów, 790 tyranów, sześciu kapitanów, dwóch poruczników, 20 podporuczników i wielu podoficerów

Ten sam dokument zawierał fragment, który brzmiał: 

Miejscowa ludność dołączała do naszych żołnierzy w poszukiwaniu tyranów, reakcjonistów i szpiegów. Na przykład pani Xuan poszła za naszymi żołnierzami, aby pokazać domy tyranów, których znała, chociaż miała tylko sześć dni do urodzenia dziecka

W marcu 1968 roku, w oficjalnej prasie w Hanoi, Północ poinformowała: 

Aktywnie łącząc swoje wysiłki z wysiłkami Ludowo-Wyzwoleńczych Sił Zbrojnych i ludności, inne jednostki samoobrony i grupy zbrojne miasta Hue aresztowały i wezwały do wydania ocalałych funkcjonariuszy marionetkowej administracji oraz oficerów i żołnierzy marionetkowej armii, którzy się ukrywali. Zagorzali, okrutni agenci zostali ukarani

Dokument z 6 marca napisany przez dowódcę jednostki saperów Vietcongu stwierdzał, że jego jednostka „uczestniczyła w zabijaniu tyranów i kopaniu okopów”. Wpis z 13 marca 1968 roku w zdobytych dokumentach zawierał podsumowanie sukcesów ataku na Hue. „Ogromne zwycięstwo: unicestwiliśmy ponad 3000 personelu tyrańskich armii marionetkowych i administracji rządowej, w tym zastępcy szefa prowincji Thừa Thiên”. Raport napisany przez dowódcę 6 Pułku 30 marca stwierdzał, że jednostka schwytała tysiące przedstawicieli „miejscowego personelu administracyjnego, marionetek i okrutnych tyranów” i skutecznie „unicestwiła członków różnych reakcyjnych partii politycznych, ich popleczników i nikczemnych tyranów”. Stwierdzono również, że „zabito 1000 miejscowych pracowników administracyjnych, szpiegów i okrutnych tyranów”.

26 kwietnia 1968 roku władze w Hanoi, reagując na odkrycie grobów w Hue, ogłosiły, że ludzie zamordowani przez ich wojska to „chuligańscy lokaje, którzy zaciągnęli długi krwi u swych rodaków Hue i zostali unicestwieni przez siły zbrojne Frontu wczesną wiosną 1968 roku”. Pamiętnik kadrowy zdobyty przez żołnierzy 1 Dywizji Kawalerii zawierał wpis, który brzmiał: 

Cały marionetkowy system administracyjny od wioski do prowincji został zniszczony lub zdezintegrowany. Ponad 3000 osób zginęło. Wróg nigdy nie mógł zreorganizować ani nadrobić swojej porażki. Chociaż mógł od razu użyć niedoświadczonych elementów jako zastępstwo, nie nadawali się oni do niczego

W grudniu 1968 roku Komitet Centralny Ludowej Partii Rewolucyjnej miasta Hue opublikował podsumowanie dokonań partii podczas ofensywy Tết. Podsumowanie zawierało następujące stwierdzenie: „Tysiące tyranów zostało zabitych. Wiele reakcyjnych frakcji i organizacji zostało wytępionych”

W tym samym miesiącu Don Oberdorfer poinformował: 

Generał Ho Ty został aresztowany przez południowowietnamską policję 4 września tego roku. W chwili aresztowania był sekretarzem partii w dzielnicy miasta Hue [...] Ho Ty poinformował, że częścią planu wyższego dowództwa było zniszczenie rządowej machiny w Hue i ludzi, którzy sprawili, że ona działała [...] Powiedział, że zabójstwa zostały zaplanowane i wykonane przez oddzielną grupę odpowiedzialną za bezpieczeństwo

.

W 1987 roku na konferencji w Hanoi w celu omówienia historii ofensywy Tết, generał pułkownik Tran Van Quang, jeden z dowódców operacji Hue, ocenił mocne i słabe strony swoich sił i wymienił jako jedną z ich mocnych stron: 

Sumiennie wykonaliśmy rozkazy i spełniliśmy wymagania stawiane nam przez Naczelne Dowództwo. Motywowaliśmy naszą kadrę, żołnierzy i ludność cywilną za pomocą haseł „Tri-Thien walczy o Tri-Thien i za cały naród” oraz „Bohatersko i zdecydowanie przeprowadzamy ataki i powstania”

W lutym 1988 roku wietnamscy przywódcy komunistyczni przyznali, że w Hue popełniono „błędy”. Pułkownik Nguyen Quoc Khanh, dowódca części sił, które zajęły Hue, twierdził co prawda, że „nie było przypadku celowego zabijania cywilów [...] Cywile, którzy ponieśli śmierć, zginęli przypadkowo w ogniu krzyżowym”, jednak przyznał, iż „niektórzy szeregowi żołnierze mogli popełniać indywidualne błędy”. Jednak w wewnętrznym dokumencie omawiającym walki o Hue w 1968 roku, generał Tổng Hồ Trung napisał, odnosząc się do poczynań oddziału Giá Hơi: „Siły te ścigały i zabijały wrogich zbirów, reakcjonistów i marionetkowych policjantów” i że „wyczyściły [...] gniazda reakcjonistów katolickich”.

## Odkrycie zbrodni

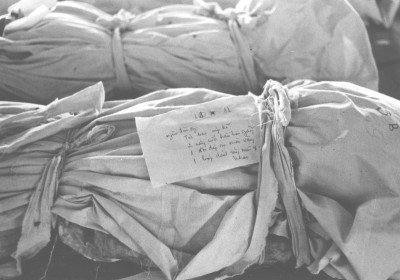
Etykieta na workach ze szczątkami ofiar masakry w Hue, opisująca ich zęby, kolor włosów, obuwie i inne przedmioty znalezione przy ciele

Pierwszy raporty na temat masakry w Hue zostały opublikowany przez Douglasa Pike'a, który w 1970 roku pracował jako oficer Służby Zagranicznej w United States Information Agency. Pike wyróżnił trzy odrębne etapy masakry w Hue. W raporcie pt. Viet Cong Strategy of Terror Pike napisał, że co najmniej połowa ciał ekshumowanych w Hue była wyraźnym dowodem na „okrutne zabójstwa: w tym ręce związane za plecami, szmaty włożone w usta, ciała wykrzywione, ale bez ran (wskazujące na pochówek żywcem)”. Pike doszedł do wniosku, że zabójstwa zostały dokonane przez miejscowe kadry Vietcongu i były wynikiem „decyzji podjętej na chłodno i uzasadnionej myślą komunistyczną”. Trzy fazy wyróżnione przez Pike'a są następujące:
- Faza pierwsza była serią doraźnych procesów sądowych lokalnych urzędników i żołnierzy Armii Wietnamu Południowego. Szeroko nagłośnione procesy trwały od 5 do 10 minut, a oskarżonych zawsze uznawano za winnych „zbrodni przeciwko ludowi”[62].
- Faza druga została wdrożona, gdy komuniści myśleli, że mogą utrzymać miasto przez dłuższy czas i była to kampania „społecznej odbudowy” według linii ideologicznej maoistów. Wyróżniono tych, których komuniści uważali za kontrrewolucjonistów. Katolicy, intelektualiści, prominentni przedsiębiorcy i inni „imperialistyczni lokaje” byli celem do zlikwidowania, aby „zbudować nowy porządek społeczny”[63].
- Ostatnia faza rozpoczęła się, gdy stało się oczywiste, że komuniści nie mogą utrzymać miasta, a jej celem było „niepozostawianie świadków”. Każdy, kto potrafił zidentyfikować poszczególnych członków Vietcongu, którzy brali udział w mordach, miał zostać zabity, a ich ciała ukryte[64].

Po bitwie o Hue, w latach 1968–1969, ekshumowano łącznie prawie 2800 ciał z masowych grobów, w tym czterech największych mogił.
- Kilka miesięcy po bitwie, w osiemnastu pospiesznie i prowizorycznie ukrytych masowych grobach znaleziono około 1200 ciał cywilów[12].
- Drugą większą grupę grobów odkryto w pierwszych siedmiu miesiącach 1969 roku[12]. W lutym 1968 roku władze lokalne wydały listę 428 nazwisk osób zidentyfikowanych na podstawie odzyskanych kości[12].
- We wrześniu 1969 roku trzech dezerterów z Vietcongu wyznało oficerom wywiadu 101 Dywizji Powietrznodesantowej, że byli świadkami śmierci kilkuset osób na obszarze ok. 80 m kw. przy Da Mai Creek (około 16 km na południe od Hue)[12].
- W listopadzie 1969 roku, w Phu Thu Salt Flats, w pobliżu wioski rybackiej Lương Viện, 16 km na wschód od Hue i w połowie drogi między miastami Hue i Đà Nẵng, znaleziono kolejny duży masowy grób[12].

## Spory, rewizjonizm i zaprzeczenia
We wspomnieniach pt. From Enemy to Friend: a North Vietnamese perspective on the war z 2002 roku Bùi Tín, były pułkownik Armii Wietnamu Południowego, przyznał, że w Hue miały miejsce egzekucje cywilów. Dodał jednak, że pod wpływem intensywności bombardowań amerykańskich dyscyplina wojsk uległa dezintegracji. „Jednostkom z północy” powiedziano, że „Hue było twierdzą feudalizmu, wylęgarnią reakcjonistów, lojalistów partii Cần Lao, którzy pozostali wierni pamięci byłego prezydenta Wietnamu Południowego Ngô Đình Diệma i Partii Demokratycznej Nguyễna Văn Thiệu”. Tin wyjaśnia, że w Hue wzięto ponad 10 000 więźniów, z których najważniejsi zostali wysłani do obozów w Wietnamie Północnym. Kiedy amerykańscy marines rozpoczęli kontratak, aby odbić miasto, żołnierzom komunistycznym polecono ewakuować jeńców wraz z wycofującymi się żołnierzami. Według Tína w „panice odwrotu” dowódcy kompanii i batalionów rozstrzeliwali swoich więźniów „w celu utrzymania tempa odwrotu”.
Marilyn B. Young kwestionuje „oficjalne dane liczbowe” dotyczące masakry w Hue. Przyznając, że doszło do egzekucji, cytuje niezależnego dziennikarza Lena Acklanda, który był w Hue i oszacował liczbę zabitych na około 300 do 400. Ngo Vinh Long twierdzi, że komuniści zabili 710 osób. W wywiadzie stwierdził: „Tak, w sumie w rejonie Hue zginęło 710 osób, z moich badań, nie tak wiele jak pięć tysięcy, sześć tysięcy, czy cokolwiek Amerykanie twierdzili w tamtym czasie, i nie tak mało jak czterysta, jak twierdzą niektórzy działacze ruchu pacyfistycznego”.
Włoska dziennikarka Oriana Fallaci relacjonowała: „W ciągu ostatnich kilku dni partyzanci Vietcongu stracili głowy i nie zrobili nic, tylko dokonywali odwetu, zabijali, karali”. Jednak cytując francuskiego księdza, z którym rozmawiała w Hue, stwierdziła również, że liczba ofiar śmiertelnych szacowana na 8000 obejmowała także zgony w wyniku bombardowań amerykańskich i co najmniej 200 osób, a być może aż 1100, którzy zginęli po wyzwoleniu Hue z rąk wojsk amerykańskich i południowowietnamskich. Stanley Karnow napisał, że ciała osób straconych przez oddziały południowowietnamskie zostały wrzucone do wspólnych grobów. Niektóre doniesienia zarzucały, że po bitwie południowowietnamskie „szwadrony zemsty” poszukiwały i rozstrzeliwały mieszkańców popierających komunistyczną okupację.
Historyk David Hunt stwierdził, że zlecone przez władze amerykańskie badania Douglasa Pike'a były „z definicji dziełem propagandy”. W 1988 roku Pike powiedział, że wcześniej był zaangażowany w świadomy „wysiłek zdyskredytowania Vietcongu”. W liście do redaktora „New York Timesa” historyk Gareth Porter stwierdził, że istnieje niewiele dowodów na to, że komuniści dokonali ponad „kilkuset” politycznych egzekucji i morderstw zemsty w Hue, a jedynie oficjalne oświadczenia Stanów Zjednoczonych identyfikowały 2 800 znalezionych ciał jako „ofiary komunistycznych egzekucji”. Twierdził, że miejsce jednego z masowych grobów było również miejscem dużej bitwy, w której około 250 żołnierzy komunistycznych zginęło w nalotach amerykańskich, a minister zdrowia Wietnamu Południowego po wizycie na miejscu powiedział, że ciała mogły należeć do poległych żołnierzy. Odrzucił twierdzenie Pike'a, że istniały komunistyczne listy proskrypcyjne studentów i intelektualistów, jako nie poparte wywiadami i przechwyconymi komunistycznymi dokumentami.
Historyk James Willbanks podsumował: „Możemy nigdy nie wiedzieć, co naprawdę wydarzyło się w Hue, ale jest jasne, że miały miejsce masowe egzekucje”. Według Stanleya Karnowa „Zbilansowane rachunki dały jednak jasno do zrozumienia, że komunistyczna rzeź w Hue rzeczywiście miała miejsce – być może na jeszcze większą skalę niż podawano podczas wojny”. Monografia historii Wietnamu autorstwa Bena Kiernana z 2017 roku przyznaje, że „tysiące osób” zginęło w Hue, w „prawdopodobnie największej zbrodni tej wojny”.

## Dziedzictwo
Doniesienia o masakrze wywarły głęboki wpływ na południowych Wietnamczyków na wiele lat po ofensywie Tet, którzy spodziewali się krwawej łaźni po przejęciu jakiegokolwiek miasta przez Wietnam Północny, zwłaszcza Hue. Powieściopisarz James Jones napisał w artykule dla „New York Timesa”: „Cokolwiek do tej pory nie osiągnęli, masakry w Hue skutecznie zwróciły większość południowych Wietnamczyków przeciwko komunistom z północy. W Wietnamie Południowym, gdziekolwiek się nie udałem, od Can Tho w delcie do Tay Od Ninh do Kontum na północy i oczywiście w Hue, o masakrach z 1968 roku wciąż się mówiło w 1973 roku”.
Obawa przed rozlewem krwi była głównym czynnikiem szerzącej się paniki i chaosu w Wietnamie Południowym, kiedy Wietnam Północny rozpoczął ofensywę wiosenną w 1975 roku, a kulminacją tej paniki była dezintegracja i klęska Armii Wietnamu Południowego oraz upadek Republiki Wietnamu 30 kwietnia 1975 roku. Do dziś masakra pozostaje nieupamiętniona i całkowicie pominięta w ekspozycji Muzeum Pamiątek Wojennych wietnamskiego rządu komunistycznego w mieście Ho Chi Minh. Rząd wietnamski nadal nie uznaje, że doszło do masakry w Hue i nie pozwala na żaden publiczny sprzeciw wobec tego stanowiska.